# Nuaillé
 Nuaillé  es una población y comuna francesa, en la región de Países del Loira, departamento de Maine y Loira, en el distrito de Cholet y cantón de Cholet-2.

## Demografía
| 402 | 395 | 570 | 1119 | 1261 | 1356 |
| Para los censos de 1962 a 1999 la población legal corresponde a la población sin duplicidades (Fuente: INSEE [Consultar]) |     |     |      |      |      |